# Fijnchemie
De fijnchemie is de sector binnen de chemische industrie die zich toelegt op hoogwaardige, speciale producten zoals geneesmiddelen, pigmenten, reinigingsmiddelen, coatings en elektronica. Tegenover fijnchemie staat bulkchemie.
Binnen de chemische sector is de fijnchemie relatief kleinschalig, maar de toegevoegde waarde van de producten is doorgaans hoger dan andere onderdelen.
Wereldwijd ging er in 2003 meer dan 50 miljard euro per jaar om in de fijnchemie, vooral in de sectoren farmaceutische en agrochemische producten. In dat jaar waren in Europa AkzoNobel, Basf, Bayer en Degussa grote spelers. In België maakte de fijnchemie in 2003 ongeveer 60% uit van de chemische industrie, in Nederland circa 40%. De sector verwacht een groei in de 21e eeuw vanwege de toenemende vraag vanuit de farmaceutische industrie.